# Lee Da-hee
Lee Da-hee (이다희?, 李多熙?, I Da-huiLR, I TahŭiMR; Corea del Sud, 15 marzo 1985) è un'attrice e modella sudcoreana.

## Carriera
Nel 2002, all'età di 17 anni ha partecipato al concorso SBS Super Elite Model Contest, dove arriva in finale. La sua carriera come attrice inizia in ruoli minori come Tae-wangsasin-gi, Birdie Buddy, Bimil e film come Harmony.
Il successo arriva nel 2013 quando recita nella serie televisiva Neo-ui moksoriga deullyeo, dove ottiene il suo primo ruolo da protagonista. Nel 2015 la sua popolarità aumenta con la serie televisiva Mrs. Cop.
Nel 2016 ha firmato un contratto con l'agenzia Huayi Brothers. Nel 2018 è nella serie televisiva Beauty Inside, con protagonisti Lee Min-ki e Seo Hyun-jin. Nel 2019 entra a far parte del cast di Geomsaekeoreul Ibryeokhaseyo. Nel 2023 ricopre il ruolo della protagonista Won Mi-Ho nella serie televisiva Island distribuita da Prime Video.

## Filmografia

### Cinema
- Heuksim monyeo (흑심모녀?), regia di Jo Nam-ho (2008)
- Harmony (하모니?), regia di Kang Dae-kyu (2010)

### Televisione
- Cheonnyeon ji-ae (천년지애?) – serie TV (2003)
- Geu byeor-eun geureoke uri-ege watda (그 별은 그렇게 우리에게 왔다?) – film TV (2003)
- Pokpongsog-euro (폭풍속으로?) – serie TV (2004
- Seulpeun yeon-ga (슬픈 연가?) – serie TV (2005)
- Air City (에어시티?) – serie TV (2007)
- Tae-wangsasin-gi (태왕사신기?) – serie TV (2007)
- Keukeuseom-ui bimil (크크섬의 비밀?) – serie TV (2008)
- Royal Family (로열 패밀리?) – serie TV (2011)
- Romaenseuga pir-yohae (로맨스가 필요해?) – serie TV (2011)
- Birdie Buddy (버디버디?) – serie TV (2011)
- Go bong-sil ajumma guhagi (고봉실 아줌마 구하기?) – serie TV (2011)
- Nae insaeng-ui danbi (내 인생의 단비?) – serie TV (2012)
- Neo-ui moksoriga deullyeo (너의 목소리가 들려?) – serie TV (2013)
- Bimil (비밀?) – serie TV (2013)
- Big Man (빅맨?) – serie TV (2014)
- Mrs. Cop (미세스 캅?) – serie TV (2015)
- Churi-ui yeo-wang 2 (추리의 여왕 2?) – serie TV (2018)
- Beauty Inside (뷰티 인사이드?) – serie TV (2018)
- Geomsaeg-eoreul imnyeokhaseyo (검색어를 입력하세요?) – serie TV (2019)
- Luca (루카?) – serie TV (2020)
- Island (아일랜드?, A-illaendeuLR) – serie TV (2022-2023)
- The Divorce Insurance (이혼보험) - serie TV (2025)

## Videografia
- 2007 – Tim - To Some Degree of Love
- 2012 – C-Clown - Far Away... Young Love
- 2013 – Davichi - Missing You Today
- 2014 – Davichi - Arm Pillow

## Riconoscimenti
- Korea Drama Awards
  - 2013 – Candidatura come Excellence Award, Actress per Neo-ui moksoriga deullyeo
- SBS Drama Awards
  - 2013 – New Star Award[8]
  - 2013 – Candidatura come Excellence Award, Actress in a Miniseries per Neo-ui moksoriga deullyeo
  - 2015 – Special Award, Actress in a Miniseries per Mrs. Cop[9]
- KBS Drama Awards
  - 2013 – Candidatura come Best Couple Award con Bae Soo-bin
  - 2013 – Candidatura come Netizen Award, Actress
  - 2013 – Best Supporting Actress per Bimil[10]
  - 2014 – Candidatura come Excellence Award
  - 2014 – Actress in a Miniseries Popularity Award, Actress per Big Man[11]
- MBC Entertainment Awards
  - 2015 – Candidatura come Top Female Excellence Award in Variety Show per 'Real Men: Female Edition 2
- Asia Artist Awards
  - 2018 – Asia Brilliant Award[12]
- SBS Entertainment Awards
  - 2018 – Candidatura come Best Challenge Award per Running Man[13][14]
- Baeksang Arts Awards
  - 2019 – Candidatura come Best Supporting Actress (Television) per Beauty Inside[15]

## Doppiatrici Italiane
Nelle versioni in italiano delle opere in cui ha recitato, Lee Da-hee è stata doppiata da:
- Sara Ferranti in Come assicurarsi il divorzio[16]